# Kaz II
Kaz II — австралийская рыболовная яхта-катамаран, экипаж которой пропал без вести при невыясненных обстоятельствах в середине апреля 2007 года. Происшествие вызвало большой интерес со стороны СМИ; его обстоятельства сравнивались с обстоятельствами исчезновения команды «Марии Целесты».

## Обстоятельства инцидента
Яхта Kaz II отправилась из Эрли-Бич в Таунсвилл 15 апреля 2007 года. На её борту находились 3 человека — владелец яхты Дерек Баттен (56 лет на момент исчезновения) и братья Питер и Джеймс Танстеды (69 и 63 года соответственно). 18 апреля яхта была случайно замечена с вертолёта находящейся в свободном плавании в районе Большого Барьерного рифа. 20 апреля на борт яхты высадился морской патруль, который не обнаружил на ней ни одного из членов экипажа, причём никаких следов возможного несчастного случая того или иного рода также обнаружено не было. На столе была найдена нетронутая еда и включённый ноутбук, мотор яхты также был включён, и всё выглядело так, как будто экипаж внезапно исчез с яхты по непонятным причинам.
В тот же день судно было отбуксировано в порт Таунсвилл для дальнейшего расследования. Масштабные поисково-спасательные работы, не принёсшие никаких результатов, продолжались до 25 апреля. По мнению доктора Пола Лакина, эксперта по сурвивализму, если члены экипажа по той или иной причине оказались за бортом 15 или 16 апреля, то крайне маловероятно, что даже 18 или 19 апреля их удалось бы найти живыми.

## Расследование
21 апреля полицейские, осмотревшие яхту, не нашли на ней никаких признаков возможного присутствия третьих лиц. После анализа данных GPS о курсе Kaz II выяснилось, что утром 15 апреля, сразу после отправления яхты из Эрли-Бич, она была управляема и шла намеченным курсом, но вскоре отклонилась от него в северо-восточном направлении, направляясь в участок моря, где в тот день наблюдалось ухудшение погоды. Ближе к вечеру того же дня, судя по тем же данным, яхта перестала быть управляемой.
Также на борту была найдена видеозапись, датированная 10:05 утра 15 апреля и, судя по всему, сделанная непосредственно перед исчезновением экипажа. На ней видно, что:
- Баттен стоял у руля;
- Питер рыбачил на корме яхты;
- на корме яхты был размотан длинный белый канат;
- двигатель яхты был остановлен;
- с обоих бортов яхты были свешены кранцы;
- на Питере были рубашка и очки, которые позже были найдены на палубе яхты в другом месте;
- ни на одном из членов команды не было спасательных жилетов, хотя море выглядело весьма неспокойным;
- камера поворачивается на 360 градусов, в результате чего в кадр попали острова, окружающие яхту. Это позволило следствию точно определить её местонахождение в момент съёмки.

При тщательном осмотре яхты выяснилось, что она находится в полностью исправном состоянии, как будто прямо сейчас её экипаж находится на борту:
- еда и столовые приборы расставлены на столе;
- ноутбук включён;
- двигатель яхты запущен;
- все аварийные системы, включая GPS, полностью работают;
- все спасательные жилеты находятся на своих местах;
- небольшая спасательная лодка поднята в задней части яхты;
- якорь поднят;
- под кроватью в ящике находится нетронутое огнестрельное оружие и патроны к нему;
- верёвка, которая на видео зафиксирована лежащей на корме яхты, уже смотана;
- футболка и очки, которые на момент видеозаписи были на Танстеде, оставлены на сиденье на корме яхты;
- возле спасательного круга брошена кофейная кружка;
- следов борьбы или нападения на яхту не установлено, вещи не разбросаны, нет следов обыска и каких-то воздействий, все вещи находятся на своих местах (кроме тех, которые упали на пол во время буксировки яхты в порт);
- один из парусов яхты был разорван (это единственное обнаруженное повреждение)[2].

Грэм Дуглас, предыдущий владелец яхты, также заявил, что она находилась в хорошем состоянии в момент продажи её Баттену. Он также отметил, что встречался со всеми тремя членами экипажа в ночь перед их оправлением в путь и помог им составить планируемый маршрут.
Дженнифер Баттен на одном из слушаний дела заявила, что её муж был весьма опытным и ответственным яхтсменом с более чем 25-летним стажем и хорошо понимал требования безопасности для такого плавания. Она также считала, что его состояние здоровья было достаточно хорошим для таких путешествий, несмотря на то, что он был уже достаточно немолодым человеком, перенёсшим инфаркт в 50 лет.
Гэвин Хаулэнд, капитан коммерческого рыболовного судна «Джиллиан», заявил, что он и его команда видели белую яхту с порванным парусом у рифов Боуэн 16 апреля. Яхту сносило течением со скоростью примерно 5,6 км/ч в северо-северо-восточном направлении в узкий проход между рифами. Хаулэнд счёл странным, что яхта находится в таком мелководном регионе с обилием рифов, но так как её команда не подавала никаких явных сигналов бедствия, подниматься на её борт он не стал — хотя приблизился к ней на 50 метров, но так и не смог заметить никого на её борту.

## Версии случившегося
Согласно официальной версии расследования, произошло следующее.
Джеймс Танстед решил нырнуть в море по какой-то причине (возможно, чтобы освободить запутавшуюся рыболовную леску), предварительно сняв футболку и очки. В этот момент яхту стало относить в сторону, и его брат бросился к нему на помощь. Когда Баттен заметил, что яхту относит ветром в сторону от его друзей, он первым делом включил двигатель и направился к ним, но вскоре понял, что движению яхты мешает ветер. При попытке спустить паруса он был сбит парусом в океан и утонул вместе с двумя другими членами экипажа, а яхта ушла в открытый океан.
Эта версия удовлетворительно объясняет все имеющиеся в деле факты и не противоречит ни одному из них, но никаких прямых доказательств в её пользу нет. Существует также несколько альтернативных, менее вероятных объяснений:
- падение за борт из-за шторма. Эта версия не подтверждается порядком на борту яхты и тем, что экипажем не были надеты спасательные жилеты;
- похищение на другое неустановленное судно. В пользу этой версии говорят свешенные кранцы, как будто яхта собиралась швартоваться. Однако каких-либо следов обыска и вообще присутствия других людей на яхте не было обнаружено. Кроме того, согласно полиции Таунсвилла, свешенные кранцы ни о чём не говорят, так как эта практика характерна для многих мелких судов;
- яхта села на мель, и они все втроём спустились за борт, чтобы столкнуть её, в итоге порывом ветра яхту унесло[2].